# Cobija (Camarones)
Cobija es una localidad de la comuna de Camarones. Se encuentra a unos 47 kilómetros de Codpa y a 112 kilómetros de la ciudad de Arica. a 3100 msnm 

## Atractivos turísticos

### Iglesia San Isidro Labrador de Cobija
La Iglesia de Cobija se ubica en la entrada del pueblo, en la precordillera de Arica y Parinacota, quebrada de Azapa a 100 km al sudeste de Arica. Está orientada al este y mirando al poblado, siendo la primera construcción que se ve al ingresar, donde la iglesia está separada de su caserío. El imponente edificio resalta entre las demás construcciones de madera pintadas de llamativos colores que conforman Cobija. Se compone de una nave principal y dos naves laterales. En cuanto a los materiales, la Iglesia fue construida con cimientos de piedra y adobe, y cubierta de cal. El techo conserva aún partes originales, como la nave que presenta partes de madera de sauce o la sacristía con queñoa.